# Charles Saunders
Sir Charles Saunders (3. července 1715, Londýn, Anglie – 7. prosince 1775, Londýn, Anglie) byl britský admirál. V královském námořnictvu sloužil od dvanácti let a zúčastnil se dynastických válek 18. století. Vyznamenal se v sedmileté válce v Kanadě (1759). V roce 1766 byl krátce britským ministrem námořnictva, mimo aktivní službu dosáhl v roce 1770 hodnosti admirála, mezitím byl v roce 1761 povýšen do šlechtického stavu.

## Kariéra

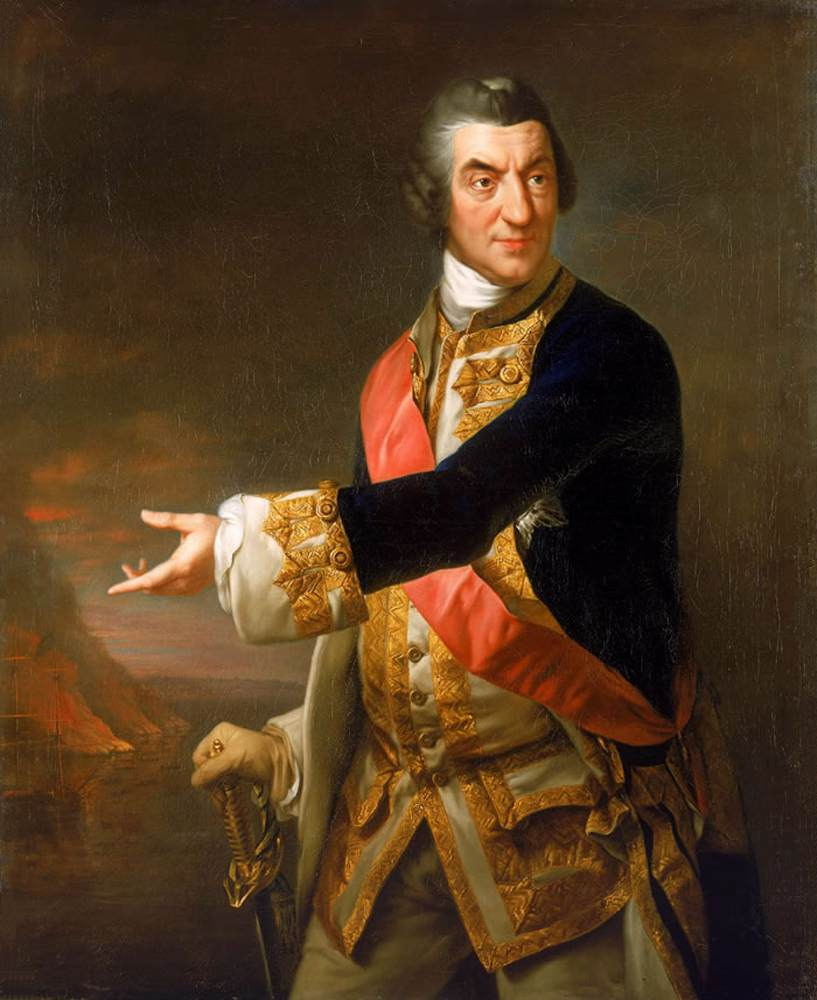
Admirál Sir Charles Saunders (cca 1772, National Maritime Museum)

Pocházel z obchodnické rodiny, byl synem Jamese Saunderse. Do námořnictva vstoupil v roce 1727 s podporou strýce, admirála Sira Georga Saunderse (1671–1734). Již v roce 1734 byl poručíkem, v letech 1740–1743 se zúčastnil Ansonovy plavby kolem světa a stal se jeho blízkým přítelem. V roce 1741 byl povýšen na kapitána, pod Ansonovým velením se zúčastnil bitvy u Finisterre v rámci války o rakouské dědictví (1747). V letech 1750–1775 byl členem Dolní sněmovny (ve svém prvním mandátu do roku 1754 zastupoval přístav Plymouth). V letech 1755–1756 byl inspektorem námořnictva, na začátku sedmileté války znovu vstoupil do aktivní služby s hodností kontradmirála (1756). Nejprve byl velitelem ve Středomoří (1757) a vrchním velitelem v Lamanšském průlivu (1758–1759). V severní Americe se zúčastnil bojů proti Francii, v roce 1759 z moře významným způsobem podporoval aktivity pozemních vojsk a měl podíl na konečném britském vítězství v Kanadě (bitva na Abrahamových pláních). Spolu s generálem Townshendem podepsal francouzskou kapitulaci a téhož roku byl povýšen na viceadmirála. Poté se vrátil do Evropy a znovu převzal velení ve Středomoří.
V roce 1761 byl jako rytíř Řádu lázně povýšen do šlechtického stavu, koupil panství v hrabstvích Suffolk a Norfolk. V letech 1765–1766 byl lordem admirality a nakonec v roce 1766 krátce ministrem námořnictva, zároveň se stal členem Tajné rady. Vládu však musel opustit již po třech měsících kvůli nesouhlasu s jeho jmenováním ze strany Williama Pitta (funkci prvního lorda admirality převzal Pittův přítel admirál Edward Hawke). V roce 1770 již mimo aktivní službu dosáhl hodnosti admirála. Zemřel ve svém domě v Londýně a byl pohřben ve Westminsterském opatství.
Jeho jméno nese Saundersův mys na Novém Zélandu, pojmenování pochází od objevitele Jamese Cooka, který pod Saundersem za sedmileté války sloužil v Kanadě).